# Dwike Mitchell
Dwike Mitchell (rodným jménem Ivory Mitchell Jr.; 14. února 1930 Dunedin, Florida, USA – 7. dubna 2013 Jacksonville, Florida, USA) byl americký jazzový klavírista. Na klavír začal hrát ve svých pěti letech. Od poloviny padesátých let tvořil duo s hornistou Willie Ruffem. Rovněž spolupracoval s dalšími hudebníky, mezi které patří Lionel Hampton a Dizzy Gillespie. Zemřel na onemocnění pankreatu ve věku třiaosmdesáti let.